# Translation Memory eXchange
TMX (Translation Memory eXchange — Обмен памятью переводов) — открытый формат файлов XML для обмена данными памяти переводов, которые создаются в процессе автоматизированного перевода.
Формат TMX разработан и поддерживается группой OSCAR (Открытые стандарты для повторного использования контейнеров/контента), входящей в состав Localization Industry Standards Association (LISA) (Ассоциация стандартов индустрии локализации) . Введённый в 1998 году, формат ТМХ облегчает обмен памятью переводов между программами и переводчиками практически без потерь важной информации. Последняя версия этого формата — 1.4b, позволяет восстанавливать исходные документы и их перевод из файла TMX. Версия TMX 2.0 была обнародована для публичного обсуждения и изучения в марте 2007 года. В марте 2011 LISA был объявлена банкротом, в результате её стандарты были переведены на лицензию Creative Commons.
TMX является частью открытой архитектуры для XML-авторинга и локализации (OAXAL).

## Инструменты для работы с TMX
Список программ для создания, редактирования или использования TMX-документов:
- Anchovy, разработанный Maxprograms, создаёт TMX-документ из файла CSV.
- Apertium, платформа для машинного перевода, может использовать правила из TMX.
- Bitext2tmx, свободно распространяемое Java-приложение, создаёт TMX-файл из bitext.
- CSVConverter, создаёт TMX-файлы из CSV-файлов.
- The Fortis Revolution может импортировать и экспортировать файлы TMX.
- Google Translate может импортировать и экспортировать файлы TMX.
- MemoQ компании Kilgray, программа автоматизированного перевода с возможностью импорта и экспорта файлов в формате TMX.
- Fluency (от Western Standard) может импортировать, экспортировать и создавать TMX-файлы.
- MetaTexis может импортировать и экспортировать файлы TMX.
- Okapi Framework включает в себя различные компоненты, которые импортируют или генерируют TMX-документы.
- Olifant - .NET Framework приложение с открытым исходным кодом для создания и редактирования TMX-документов.
- OmegaT и OmegaT+ — автоматизированный переводчик с открытым исходным кодом, написанный на Java, создаёт и использует TMX для своей работы.
- SDL Trados может импортировать и экспортировать в формат TMX.
- STAR Transit XV  и его последняя версия, STAR Transit NXT, способны импортировать и экспортировать файлы в формате TMX.
- Stingray Document Aligner — кроссплатформенный коммерческий Aligner, написанный на Java, генерирует TMX-файлы из пар документов в различных форматах.
- Конвертер po2tmx из Translate Toolkit может быть использован для создания базы TMX из PO.
- TMXValidator, кроссплатформенное приложение с открытым исходным кодом, проверяет корректность TMX-файлов.
- Wordbee TM Servers может экспортировать в формат TMX.
- Xoterm — условно-бесплатный просмотрщик TMX для MacOSX.
- Multilizer - может импортировать и экспортировать в формат TMX.
- TM-database — может импортировать и экспортировать в формат TMX.
- SmartCAT— может импортировать и экспортировать в формат TMX.
- Goldpan[6] — бесплатный многофункциональный редактор и конвертер файлов форматов TMX и TBX, разработанный Logrus Global.
- Хакутаку[7] — бесплатный облачный репозиторий для хранения общедоступных TMX-файлов.
- Ригора[8][9]   — универсальный LQA-инструмент с расширенными возможностями проверки и редактирования в том числе TMX-файлов.